# Italo Zilioli
Italo Zilioli, nacido el 24 de septiembre de 1941 en Turín es un ciclista italiano ya retirado de las décadas 60 y 70.

## Biografía
Italo Zilioli se convirtió en profesional en 1962 y se retiró en 1976. A lo largo de su carrera a menudo desempeñó el papel de líder, aunque no siempre ya que se encontraba en un equipo dominado por la presencia del "caníbal" belga Eddy Merckx. Zilioli ganó 58 victorias y varios puestos de honor. 
Italo Zilioli hizo vibrar a toda Italia entre finales de agosto y principios de octubre de 1963, después de ganar cuatro semiclásicas italianas (Tres Valles Varesinos, Giro de los Apeninos, Giro del Veneto, Giro de Emilia).
Por su manera de atacar le comparaban con Fausto Coppi, anunciándole como posible sucesor junto a otros aspirantes como Gianni Motta o Felice Gimondi. Consiguió varias semiclásicas italianas y varios puestos de honor en el Giro de Italia (2.º en  1964 por detrás de Jacques Anquetil, 2.º en  1965 por detrás de Vittorio Adorni, 2.º en  1966 después de Gianni Motta, 4.º en  1968 superado por  Merckx,  Adorni y  Gimondi, 3.º en  1969 después de Gimondi y Claudio Michelotto y 5º en 1970 en el que ayudó a su compañero de equipo Eddy Merckx a ganar el Giro).
Después de coincidir con varios campeones italianos (Franco Balmamion en Sanson en 1965 y 1966, Felice Gimondi en Salvarani en 1967, Franco Bitossi en FILOTEX en 1968 y 1969), Zilioli se convierte en el escudero de Eddy Merckx en el equipo Faemino en 1970, lo que le permitió relanzar su carrera al ganar la Semana Catalana, una etapa en el Giro de Italia y especialmente la segunda etapa del Tour de Francia, donde le quitó el maillot amarillo a Eddy Merckx y lo pudo conservar durante cuatro días hasta que lo perdió en la etapa con final en Valenciennes sin que sus compañeros de equipo, al servicio de Merckx, se preocupasen por él.
Fichó por el equipo Ferretti en 1971, donde ganó la Tirreno-Adriático y ayudó a su compañero de equipo Gösta Pettersson a ganar el Giro de Italia 1971. En 1972 recaló en las filas del equipo Salvarani como lugarteniente de Felice Gimondi.
Zilioli ganó también la Coppa Agostoni en 1964 y el Campeonato de Zúrich en 1966.

## Palmarés
| 1963 - Giro de los Apeninos - Giro del Veneto - Giro de Emilia - Tres Valles Varesinos - 1 etapa de la Vuelta a Suiza 1964 - Coppa Agostoni - Giro del Veneto - Coppa Sabatini - Gran Premio de Monaco - 2.º del Giro de Italia 1965 - GP Vizcaya - Tour de Tessin - 2.º del Giro de Italia, más 1 etapa 1966 - Campeonato de Zúrich - G. P. Industria y Comercio de Prato - 2.º del Giro de Italia 1968 - Giro di Campania - 1 etapa del Giro de Italia - 1 etapa de la Tirreno-Adriático | 1969 - 3.º del Giro de Italia, más 1 etapa 1970 - Semana Catalana, más 2 etapas - Giro del Piemonte - 1 etapa del Giro de Italia - 1 etapa del Tour de Francia - 1 etapa de la Vuelta al Levante 1971 - Tirreno-Adriático, más 1 etapa - Trofeo Laigueglia - 2 etapas de la Semana Catalana 1972 - 1 etapa del Giro de Italia 1973 - Coppa Placci - Giro de los Apeninos - GP Montelupo 1974 - 1 etapa de la Tirreno-Adriático 1975 - 1 etapa de la Tirreno-Adriático |

## Resultados en las grandes vueltas
| Carrera         | 1962 | 1963 | 1964 | 1965 | 1966 | 1967 | 1968 | 1969 | 1970 | 1971 | 1972 | 1973 | 1974 | 1975 | 1976 |
| --------------- | ---- | ---- | ---- | ---- | ---- | ---- | ---- | ---- | ---- | ---- | ---- | ---- | ---- | ---- | ---- |
| Giro de Italia  | -    | 18º  | 2.º  | 2.º  | 2.º  | Ab.  | 4º   | 3.º  | 5.º  | 22.º | Ab.  | 14.º | Ab.  | 39.º | 16.º |
| Tour de Francia | -    | -    | -    | -    | -    | -    | Ab.  | -    | 13.º | -    | Ab.  | -    | -    | -    | -    |
| Vuelta a España | -    | -    | -    | -    | -    | -    | -    | -    | -    | -    | -    | -    | -    | -    | -    |
| Mundial en Ruta | -    | 20.º | 5.º  | 16.º | 6.º  | -    | -    | -    | 66.º | 50.º | -    | 32.º | -    | -    | -    |